# Paynes Creek (Kalifornija)
Paynes Creek je naseljeno područje za statističke svrhe u američkoj saveznoj državi Kalifornija. Prema popisu stanovništva iz 2010. u njemu je živjelo 57 stanovnika.